# Borgsjö, Åland
Borgsjö är en insjö i Sunds kommun på Åland. Den ligger helt och hållet inom byn Brändbolstad. I sjön finns en mindre ö, Borgsjöholmen.
Arean är 18 hektar och strandlinjen är 2,38 kilometer. Sjön ligger drygt 13 meter över havet.
Avrinningen sker söderut till sjön Östra Kyrksundet, vidare till sjön Västra Kyrksundet som via Kloströmmen är förbunden med viken Slottssundet och innanfjärden Lumparn, som bägge utgör delar av Skärgårdshavet.
På en geomterisk karta från omkring 1650 skrivs sjöns namn Bårgh Siön och på en lantmäterikarta från 1746 Bårsiö Träsk.
Sjön har fått sitt namn av den fornborg, daterad till järnåldern, som ligger några hundra meter söder om sjön på toppen av det branta Svelandsberget.  Berget stupar åt väster, norr och öster mot sankmarker. Murar i kallmursteknik finns åt sydväst, söder och sydost. På murarna har sannolikt träpallisader funnits. Huvudingången skyddades av dubbla murar för att försvåra för inkräktare att ta sig in.